# Binormaler Raum
Binormaler Raum ist ein Terminus aus dem mathematischen Teilgebiet der Topologie. Der Terminus hat unter anderem Bedeutung für Homotopieuntersuchungen im endlich-dimensionalen reellen Koordinatenraum.

## Definition
Ein topologischer Raum {\displaystyle X}  heißt binormal, wenn er ein normaler Hausdorffraum ist und zugleich abzählbar parakompakt in dem Sinne, dass jede höchstens abzählbare offene Überdeckung eine lokalendliche Verfeinerung besitzt.

## Beispiel
Ein metrischer Raum ist nach dem Satz von Arthur Harold Stone stets parakompakt, folglich auch abzählbar parakompakt und darüber hinaus auch stets normal. Daher ist jeder metrische Raum binormal.

## Charakterisierungssatz
Es gilt der folgende Charakterisierungssatz, der im Wesentlichen auf eine Arbeit des kanadischen Mathematikers Clifford Hugh Dowker aus dem Jahre 1951 zurückgeht:
Für einen Hausdorffraum  {\displaystyle X} sind die folgenden Bedingungen gleichwertig:
 (1) {\displaystyle X} ist binormal.
 (2) Ist {\displaystyle Y} ein beliebiger kompakter metrischer Raum, so ist der zugehörige Produktraum {\displaystyle X\times Y} stets ein normaler Raum .
 (3) Es existiert zumindest ein unendlicher kompakter metrischer Raum {\displaystyle Y}, für den der zugehörige Produktraum {\displaystyle X\times Y} ein normaler Raum ist.
 (4) Der mit dem abgeschlossenen Einheitsintervall {\displaystyle I=[0,1]\subset \mathbb {R} } gebildete Produktraum {\displaystyle X\times I} ist ein normaler Raum.
 (5) Der aus {\displaystyle X} und dem Hilbertwürfel gebildete Produktraum {\displaystyle X\times {I^{\aleph _{0}}}} ist ein normaler Raum.
 (6) Zu je zwei halbstetigen reellwertigen Funktionen {\displaystyle f,g\colon X\rightarrow \mathbb {R} } derart, dass {\displaystyle f} oberhalbstetig und {\displaystyle g} unterhalbstetig ist und dass stets die Ungleichung {\displaystyle f(x)<g(x)\;\;(x\in X)} gilt, existiert eine stetige Funktion {\displaystyle h\colon X\rightarrow \mathbb {R} }, welche stets die Beziehung {\displaystyle f(x)<h(x)<g(x)\;\;(x\in X)} erfüllt.

## Homotopie-Fortsetzungssatz
Im Zusammenhang mit der Binormalitätseigenschaft gilt der borsuksche Homotopie-Fortsetzungssatz, der auf eine Arbeit des polnischen Mathematikers Karol Borsuk aus dem Jahre 1937 zurückgeht. Dieser lässt sich formulieren wie folgt:
Gegeben seien eine binormaler Raum {\displaystyle X} und darin ein abgeschlossener Unterraum {\displaystyle A}  sowie zwei stetige Abbildungen {\displaystyle f_{0},f_{1}\colon A\rightarrow S^{n}} von {\displaystyle A} in die {\displaystyle n}-Sphäre {\displaystyle S^{n}\;(n\in \mathbb {N} )}.
Dabei seien  {\displaystyle f_{0}} und {\displaystyle f_{1}} homotop und {\displaystyle f_{0}} besitze eine stetige Fortsetzung {\displaystyle F_{0}\colon X\rightarrow S^{n}}.
Dann gilt:
Auch {\displaystyle f_{1}} besitzt eine stetige Fortsetzung {\displaystyle F_{1}\colon X\rightarrow S^{n}}, welche zudem homotop zu {\displaystyle F_{0}} ist.
Allerdings haben im Jahre 1975 Kiiti Morita und Michael Starbird unabhängig voneinander bewiesen, dass dieser auch dann noch Gültigkeit hat, wenn man die Binormalitätseigenschaft beiseite lässt, wenn man also {\displaystyle X} lediglich als normalen Hausdorffraum voraussetzt.

### Korollar
Der borsuksche Homotopie-Fortsetzungssatz zieht in Verbindung mit der Tatsache, dass der reelle Koordinatenraum ein zusammenziehbarer Raum ist, das folgende interessante Korollar nach sich:
Sei {\displaystyle A} eine abgeschlossene Teilmenge des reellen Koordinatenraums {\displaystyle \mathbb {R} ^{k}\;(k\in \mathbb {N} )} und sei weiter {\displaystyle f\colon A\rightarrow S^{n}} eine stetige Abbildung.
Dann gilt:
{\displaystyle f} ist nullhomotop dann und nur dann, wenn {\displaystyle f}  eine stetige Fortsetzung {\displaystyle F\colon \mathbb {R} ^{k}\rightarrow S^{n}} besitzt.

## Das dowkersche Problem
Clifford Hugh Dowker warf in seiner Arbeit von 1951 folgende Frage auf:
- Ist ein normaler Hausdorffraum immer auch ein abzählbar parakompakter Raum?

Anders gefragt:
- Ist jeder normale Hausdorffraum schon binormal?

Das zu dieser Frage gehörige Problem wird als dowkersches Problem (englisch Dowker’s problem) bezeichnet. Einen Hausdorffraum, der ein Gegenbeispiel dazu liefert, also ein normaler, nicht abzählbar parakompakter Hausdorffraum, wird ein Dowker-Raum (englisch Dowker space) genannt. Die US-amerikanische Mathematikerin Mary Ellen Rudin hat im Jahre 1971 das dowkersche Problem insoweit gelöst, als sie im Rahmen der Zermelo-Fraenkel-Mengenlehre mit Auswahlaxiom (ZFC) einen Dowker-Raum konstruieren konnte.